# Sowjetischer Fußballpokal 1936
Der Sowjetische Fußballpokal 1936 war die erste Austragung des sowjetischen Pokalwettbewerbs der Männer.
Pokalsieger wurde Lokomotive Moskau. Das Team setzte sich im Finale gegen Dinamo Tiflis durch.

## 1. Runde
| Datum      |                                  | Ergebnis  |                                 |
| ---------- | -------------------------------- | --------- | ------------------------------- |
| 18.07.1936 | Arsenal Kiew                     | 3:3 n. V. | Krasnoje snamja Jegorjewsk      |
| 18.07.1936 | Bolschewik Kiew                  | 0+:- 1    | ZDKA-II Moskau                  |
| 18.07.1936 | Burewestnik Leningrad            | 2:6       | Dynamo-II Moskau                |
| 18.07.1936 | Burewestnik Rostow               | 0:3       | InFizKult Moskau                |
| 18.07.1936 | Dserschinez Ordschonikidsegrad   | 2:1       | Lokomotive Woronesch            |
| 18.07.1936 | Dinamo Batumi                    | 7:1       | MediKombinat Alaverdi           |
| 18.07.1936 | Dynamo Woronesch                 | 1+:- 1    | Krasnoje snamja Orechowo-Sujewo |
| 18.07.1936 | Dynamo Krasnodar                 | 1+:- 1    | Krasny Oktjabr Stalingrad       |
| 18.07.1936 | Dynamo Kriwoj Rog                | 5:0       | Stal Mariupol                   |
| 18.07.1936 | Dinamo Minsk                     | 1:5       | Proletarskaja Pobeda Moskau     |
| 18.07.1936 | Dynamo Tscheljabinsk             | 3:1       | Spartak Omsk                    |
| 18.07.1936 | Dynamo-Trudkommuna № 1 Bolschewo | 5:0       | Lokomotive Leningrad            |
| 18.07.1936 | DKA BWO Smolensk                 | 4:1       | Energija Moskau                 |
| 18.07.1936 | Sbornaja zawoda Dserschinskij    | 0:0 n. V. | Prawda Moskau                   |
| 18.07.1936 | ZiK Makejewka                    | 0:3       | Elektromaschinostroitel Charkow |
| 18.07.1936 | SIM Nikolajew                    | 3:0       | FK Spartak Kiew                 |
| 18.07.1936 | Stal Dnjepropetrowsk             | 10:00     | Keramik Baranowka               |
| 18.07.1936 | Stal Konstantinowka              | 3:1       | Burewestnik Moskau              |
| 18.07.1936 | Zenit Ischewsk                   | 01:11     | Dynamo Swerdlowsk               |
| 18.07.1936 | Krasnoje snamja Noginsk          | 1+:- 1    | Gornjak Kriwoi Rog              |
| 18.07.1936 | Krylja Sowetow Saporoschje       | 1:1 n. V. | Lokomotive Charkow              |
| 18.07.1936 | SMZ Sewastopol                   | 1:0       | Lokomotive Dnjepropetrowsk      |
| 18.07.1936 | ChPS Charkow                     | 3:1       | Sniper Podolsk                  |
| 18.07.1936 | Rekord Moskau                    | 3:2       | Rodina Moskau                   |
| 18.07.1936 | Serp i Molot Charkow             | 3:1       | Dynamo-Trudkommuna № 2 Ljuberzy |
| 18.07.1936 | Spartak Iwanowo                  | 1:6       | Lokomotive-II Moskau            |
| 21.07.1936 | Dynamo Aktobe                    | 1+:- 1    | Dynamo Kuibyschew               |
| 21.07.1936 | Dserschinets Kolomna             | 1+:- 1    | Spartak Kuibyschew              |
| 21.07.1936 | Trudowaja Kommuna № 3 Kungur     | 1+:- 1    | Spartak Kalinin                 |
| 22.07.1936 | Dserschinez-STZ Stalingrad       | 3:1       | DonGoTabFabrika Rostow          |

### Wiederholungsspiele
| Datum      |                               | Ergebnis  |                            |
| ---------- | ----------------------------- | --------- | -------------------------- |
| 19.07.1936 | Arsenal Kiew                  | 0:3       | Krasnoje snamja Jegorjewsk |
| 20.07.1936 | Sbornaja zawoda Dserschinskij | 0:1       | Prawda Moskau              |
| 20.07.1936 | Krylja Sowetow Saporoschje    | 1:1 n. V. | Lokomotive Charkow         |
| 26.07.1936 | Krylja Sowetow Saporoschje    | 0:5       | Lokomotive Charkow         |

## 2. Runde
Teilnehmer: Die 30 Sieger der 1. Runde und 34 weitere Vereine, darunter die sieben Erstligisten.
| Datum      |                                  | Ergebnis  |                             |
| ---------- | -------------------------------- | --------- | --------------------------- |
| 24.07.1936 | Bolschewik Kiew                  | 2:6       | Dynamo Odessa               |
| 24.07.1936 | Dserschinez Ordschonikidsegrad   | 3:2       | Krylja Sowetow Moskau       |
| 24.07.1936 | Dserschinets Kolomna             | 0:9       | Spartak Leningrad           |
| 24.07.1936 | Dynamo Woronesch                 | 0:2       | Spartak Moskau              |
| 24.07.1936 | Dynamo Gorki                     | 4:3       | Rekord Moskau               |
| 24.07.1936 | Trudowaja Kommuna № 3 Kungur     | 0:7       | Lokomotive Moskau           |
| 24.07.1936 | Dynamo-Trudkommuna № 1 Bolschewo | 6:1       | Lokomotive Kiew             |
| 24.07.1936 | SIM Nikolajew                    | 1:0       | KinAp Odessa                |
| 24.07.1936 | Dynamo Pjatigorsk                | 1+:- 1    | Prawda Moskau               |
| 24.07.1936 | Krasnoje snamja Noginsk          | 3:0       | Stachanowez Stalino         |
| 24.07.1936 | Krasnoje snamja Jegorjewsk       | 1+:- 1    | Dynamo Kiew                 |
| 24.07.1936 | SMZ Sewastopol                   | 2:3       | ChTZ Charkow                |
| 24.07.1936 | Stachanowez Kadijiwka            | 1+:- 1    | Dynamo Moskau               |
| 24.07.1936 | Elektromaschinostroitel Charkow  | 1:0       | Stal Dnjepropetrowsk        |
| 25.07.1936 | Dynamo-II Moskau                 | 3:0       | Wympel Kiew                 |
| 25.07.1936 | Serp i Molot Charkow             | 1:1 n. V. | Stalinez Moskau             |
| 26.07.1936 | Dynamo Aktobe                    | 0:4       | ZDKA Moskau                 |
| 26.07.1936 | Stal Dnjepropetrowsk             | 0:5       | Dinamo Charkow              |
| 26.07.1936 | Kolchos Tschapajew               | 10:15     | Serp i Molot Moskau         |
| 26.07.1936 | Lokomotive-II Moskau             | 1:7       | Stalinez Leningrad          |
| 26.07.1936 | ChPS Charkow                     | 0:2       | SiS Moskau                  |
| 27.07.1936 | Dynamo Kasan                     | 1+:- 1    | Dynamo Tscheljabinsk        |
| 27.07.1936 | Dynamo Rostow                    | 6:2       | Proletarskaja Pobeda Moskau |
| 27.07.1936 | Dynamo Swerdlowsk                | 1+:- 1    | SiM Gorki                   |
| 27.07.1936 | DKA BWO Smolensk                 | 2:3       | Krasnaja Sarja Leningrad    |
| 27.07.1936 | InFizKult Moskau                 | 1+:- 1    | Dinamo Baku                 |
| 28.07.1936 | Dinamo Batumi                    | 0:2       | Dinamo Tiflis               |
| 28.07.1936 | Dynamo Krasnodar                 | 0:3       | Lokomotive Tiflis           |
| 28.07.1936 | Dynamo Kriwoj Rog                | 2:5       | Stroitel Baku               |
| 28.07.1936 | Dserschinez-STZ Stalingrad       | 1+:- 1    | Dynamo Dnjepropetrowsk      |
| 30.07.1936 | Stal Konstantinowka              | 2:3       | Spartak Charkow             |
| 02.08.1936 | Lokomotive Charkow               | 2:2 n. V. | Dynamo Leningrad            |

### Wiederholungsspiele
| Datum      |                      | Ergebnis  |                  |
| ---------- | -------------------- | --------- | ---------------- |
| 27.07.1936 | Serp i Molot Charkow | 2:1       | Stalinez Moskau  |
| 04.08.1936 | Lokomotive Charkow   | 1:1 n. V. | Dynamo Leningrad |
| 07.08.1936 | Lokomotive Charkow   | 0:1       | Dynamo Leningrad |

## 3. Runde
| Datum      |                                  | Ergebnis  |                                 |
| ---------- | -------------------------------- | --------- | ------------------------------- |
| 30.07.1936 | Dynamo Gorki                     | 0:2       | Stalinez Leningrad              |
| 30.07.1936 | Dynamo-Trudkommuna № 1 Bolschewo | 0:2       | Krasnaja Sarja Leningrad        |
| 30.07.1936 | SIM Nikolajew                    | 0:3       | Spartak Leningrad               |
| 30.07.1936 | Serp i Molot Moskau              | 3:2       | Dynamo-II Moskau                |
| 30.07.1936 | Serp i Molot Charkow             | 5:1       | ChTZ Charkow                    |
| 30.07.1936 | Stachanowez Kadijiwka            | 0:2       | Elektromaschinostroitel Charkow |
| 01.08.1936 | Dinamo Charkow                   | 0:1       | Lokomotive Moskau               |
| 02.08.1936 | Dynamo Kasan                     | 1:2       | SiS Moskau                      |
| 02.08.1936 | Krasnoje snamja Jegorjewsk       | 0:4       | Krasnoje snamja Noginsk         |
| 03.08.1936 | Dserschinez Ordschonikidsegrad   | 0:3       | Dserschinez-STZ Stalingrad      |
| 03.08.1936 | Dinamo Tiflis                    | 3:2 n. V. | Stroitel Baku                   |
| 04.08.1936 | Spartak Moskau                   | 4:0       | Spartak Charkow                 |
| 06.08.1936 | Dynamo Swerdlowsk                | 0:6       | Dynamo Rostow                   |
| 08.08.1936 | ZDKA Moskau                      | 1:2       | Dynamo Pjatigorsk               |
| 10.08.1936 | Lokomotive Tiflis                | 2:2 n. V. | Dynamo Odessa                   |
| 11.08.1936 | InFizKult Moskau                 | 1:4       | Dynamo Leningrad                |

### Wiederholungsspiel
| Datum      |                   | Ergebnis |               |
| ---------- | ----------------- | -------- | ------------- |
| 12.08.1936 | Lokomotive Tiflis | 3:4      | Dynamo Odessa |

## Achtelfinale
| Datum      |                            | Ergebnis |                                 |
| ---------- | -------------------------- | -------- | ------------------------------- |
| 05.08.1936 | Lokomotive Moskau          | 3:0      | Spartak Leningrad               |
| 08.08.1936 | Serp i Molot Charkow       | 3:1      | Elektromaschinostroitel Charkow |
| 08.08.1936 | Stalinez Leningrad         | 0:3      | Spartak Moskau                  |
| 12.08.1936 | Dserschinez-STZ Stalingrad | 1:3      | Dinamo Tiflis                   |
| 13.08.1936 | Krasnaja Sarja Leningrad   | 2:1      | Dynamo Rostow                   |
| 14.08.1936 | SiS Moskau                 | 4:2      | Dynamo Pjatigorsk               |
| 17.08.1936 | Dynamo Leningrad           | 3:2      | Serp i Molot Moskau             |
| 18.08.1936 | Krasnoje snamja Noginsk    | 1+:- 1   | Dynamo Odessa                   |

## Viertelfinale
| Datum      |                          | Ergebnis  |                      |
| ---------- | ------------------------ | --------- | -------------------- |
| 14.08.1936 | Lokomotive Moskau        | 2:1       | Serp i Molot Charkow |
| 16.08.1936 | Spartak Moskau           | 3:3 n. V. | Dinamo Tiflis        |
| 19.08.1936 | Krasnaja Sarja Leningrad | 1:0       | SiS Moskau           |
| 21.08.1936 | Krasnoje snamja Noginsk  | 1:0       | Dynamo Leningrad     |

### Wiederholungsspiel
| Datum      |                | Ergebnis |               |
| ---------- | -------------- | -------- | ------------- |
| 20.08.1936 | Spartak Moskau | 3:6      | Dinamo Tiflis |

## Halbfinale
| Datum      |                         | Ergebnis |                          |
| ---------- | ----------------------- | -------- | ------------------------ |
| 23.08.1936 | Lokomotive Moskau       | 5:0      | Krasnaja Sarja Leningrad |
| 25.08.1936 | Krasnoje Snamja Noginsk | 1:7      | Dinamo Tiflis            |

## Finale
| Paarung           | Lokomotive Moskau – Dinamo Tiflis |
| Ergebnis          | 2:0 (2:0) |
| Datum             | 28. August 1936 |
| Stadion           | Dynamo-Stadion, Moskau |
| Zuschauer         | 22.000 |
| Schiedsrichter    | Nikolai Usow |
| Tore              | 1:0 Alexei Sokolow (18.) 2:0 Wiktor Lawrow (24.) |
| Lokomotive Moskau | Nikolai Rasumowski – Iwan Andrejew, Ilja Gwosdkow – Dmitri Maximow , Michail Schukow, Witali Strelkow – Alexander Semjonow, Alexei Sokolow, Nikolai Iljin, Wiktor Lawrow, Pjotr Terenkow Cheftrainer: Alexei Stoljarow                                              |
| Dinamo Tiflis     | Alexander Dorochow – Schota Schawgulidse , Eduard Nikolaischwili – Nikolai Anikin, Wladimir Berdsenischwili, Wladimir Dschorbenadse – Ilja Panin, Michail Berdsenischwili, Boris Paitschadse, Michail Aslamasow, Nikolai Somow Cheftrainer: Jules Limbeck ( Ungarn) |